# فرام
فرام (به نروژی: Fram) یک کشتی از نوع اسکونر است که طول آن ۱۲۷ فوت ۸ اینچ (۳۸٫۹ متر) می‌باشد. این کشتی در سال ۱۸۹۲ ساخته شد. نام این کشتی در زبان نروژی به معنی «به پیش» است. گفته می‌شود که فرام بیش از هر کشتی چوبی دیگر در جهان به سمت شمال (تا ۸۵°۵۷ درجه شمالی) و همچنین به سوی جنوب (تا ۷۸°۴۱ درجه جنوبی) مسافت پیموده است.
کاشفان نروژی فریتیوف نانسن، اتو سوردروپ، اسکار ویستینگ، و روئال آمونسن بین سال‌های ۱۸۹۳ و ۱۹۱۲ از کشتی فرام برای سفرهای خود به شمالگان و جنوبگان استفاده کردند.
این کشتی در موزه فرام در اسلو نگهداری می‌شود.